# Troels Abrahamsen
Troels Abrahamsen (født 25. juni 1983 i Hvidovre) er en dansk producer, forsanger og singer-songwriter.
Abrahamsen har siden 2004 været frontfigur i rockbandet VETO. Troels Abrahamsen er som producer kendt under navnet SuperTroels og udgav i 2007 sit første soloprojekt med titlen I Know That You Know. Derefter valgte han digitalt at udsende sit mere cluborienterede album Mockin' Bird som blev udgivet under samme kunstnernavn. Derefter udgav han en gratis EP under aliasset SuperTroels.
I 2009 valgte han at udgive sin solodebut (i eget navn), WHT. Albummet blev opfulgt af en lidt mørkere og mere elektronisk plade BLCK, der udkom marts 2010
Han er opvokset i Hobro og er søn af musiker og producer Peter Abrahamsen.
Troels Abrahamsen har komponeret musik til filmen Min bedste fjende, instrueret af Oliver Ussing.

## Diskografi

### EXEC
- The Limber Real (2016)

### VETO
- I Will Not Listen (2005) (EP)
- There's a Beat in All Machines (2006)
- Crushing Digits (2008)
- Everything Is Amplified (2011)
- Sinus (2012) (EP)
- Point Break (2013) (EP)
- 16 Colors (2018)

### I Know That You Know
- I Know That You Know (2007)

### Mockin' Bird
- Mockin' Bird (2008)

### SuperTroels
- Swept Away in a Firestorm (2008)

### Troels Abrahamsen
- WHT (2009)
- BLCK (2010)
- Unset (2011)